# Jorge Acurio Tito
Jorge Isaacs Acurio Tito (Cuzco, 1963) es un arquitecto y político peruano. Fue presidente regional de Cusco de 2011 a 2013. El 26 de diciembre del 2013 fue vacado de su cargo tras recibir una sentencia judicial de prisión suspendida por delito de colusión sobre un hecho que databa del 2006 (cuando fue residente de la obra del coliseo de Calca). Posteriormente, en el año 2017 fue involucrado en el caso Odebrecht tras revelarse que había recibido una coima de tres millones de dólares para favorecer a la mencionada empresa brasileña en la licitación de una obra pública. Por este hecho actualmente se halla bajo arresto domiciliario, mientras se realizan las investigaciones.

## Biografía
Acurió nació en Cusco, hijo de Neptaly Acurio, militante del Partido Comunista Peruano y de Lucila Tito, que fue alcaldesa del distrito cuzqueño de San Sebastián en dos ocasiones. Cursó sus estudios primarios y secundarios en el Colegio La Salle. En 1982 inició sus estudios de arquitectura en la Universidad Nacional de San Antonio Abad del Cusco culminando los mismos en 1991 con el título de arquitecto.

### Carrera política
Empezó su carrera política en las elecciones municipales de 1998 presentándose como candidato a regidor provincial del Cusco por la agrupación Mi Cusco sin salir elegido. En las elecciones regionales y municipales del año 2002 se presentó como candidato a la alcaldía de San Sebastián quedando en segundo lugar con el 13.7233% de los votos. En las elecciones municipales del 2006 volvió a presentarse esta vez como candidato invitado del partido Unión por el Perú, en alianza con el Partido Nacionalista Peruano, y siguiendo los pasos de su madre, ganó la alcaldía de San Sebastián con el 29.251% de los votos.
Mientras ejercía la alcaldía, se orientó hacia este último partido, liderado por Ollanta Humala y su esposa Nadine Heredia.  El 31 de marzo del 2009 se afilió en el Nacionalismo y se convirtió en el candidato preferido para postular a la presidencia regional del Cuzco en las elecciones regionales de 2010, a tal punto que a él solo se le permitió usar el logo del Nacionalismo (la O), mientras que otros candidatos regionales fueron bajo otros símbolos. Su movimiento político adoptó el nombre de Gran Alianza Nacionalista - Cusco. Realizadas las elecciones regionales el 3 de octubre del 2010, dieron el triunfo a Acurio con el 33.369% de los votos, quedando en segundo lugar el ingeniero Máximo San Román. El triunfo de Acurio fue contundente, que no fue necesario ir a una segunda vuelta.
Como presidente regional estuvo constantemente en la mira de la fiscalía, por denuncias de supuesta corrupción en el manejo de las obras públicas. Pero no era la primera vez que algo así ocurría. También tuvo denuncias cuando fue alcalde de San Sebastián de 2007 a 2010. Incluso, en el 2006 hubo sospechas de malos manejos cuando fue residente en la construcción del coliseo cerrado de la Municipalidad Provincial de Calca. En total acumuló 19 denuncias cuando ejerció la presidencia regional del Cuzco. En diciembre de 2013 fue sentenciado a cuatro años de cárcel suspendida por colusión desleal y aprovechamiento indebido del cargo en la obra del Coliseo de Calca. Y acto seguido, fue vacado de la presidencia regional, faltando un año para culminarla.

## Caso Lava Jato
El estallido del caso Odebrecht en el Perú reveló aún más los presuntos actos de corrupción de Acurio en la gobernación del Cuzco. En mayo de 2017, fue detenido y puesto en prisión preventiva de 18 meses, acusado de haber recibido un soborno de tres millones de dólares de parte de la empresa brasileña Odebrecht, para favorecer a esta en la licitación de la obra de la Vía de Evitamiento en el Cuzco (2013). De la misma manera, la empresa OAS le habría entregado una fuerte coima para ganar la licitación del Hospital Antonio Lorena.
Con Acurio fue detenido el abogado José Zaragozá Rebaza, director secretario del Club Regatas de Lima y  exsocio de Rebaza, Alcázar & De Las Casas Abogados Financieros, un estudio de abogados que habría actuado como intermediario en el pago de los 3 millones de dólares a Acurio. Zaragozá se acogió a la colaboración eficaz, y fue puesto en libertad.
Otro personaje involucrado fue Gustavo Salazar Delgado, exgerente de La Positiva Seguros y en ese momento presidente del Club Regatas de Lima, quien se habría encargado del movimiento del dinero para depositarlo en una empresa ‘offshore’. Salazar se encuentra en los Estados Unidos, con un pedido de extradición y de prisión preventiva.
Acurio apeló ante la Sala de Apelaciones, pero esta confirmó la prisión preventiva, que pasó a cumplir en el Penal Piedras Gordas I, ubicado en el distrito de Ancón, Lima. En noviembre de 2018, vencido el plazo de su prisión preventiva, esta fue ampliada por diez meses.
En noviembre de 2019, el Ministerio Público, luego que se venciera por segunda vez el plazo de la prisión preventiva, quiso ampliarla a 90 días, achacando al imputado haber alargado la investigación con información falsa. Pero el juez desestimó el pedido y le impuso arresto domiciliario por un año, que Acurio pasó a cumplir en un inmueble ubicado en el distrito limeño de Lince.
En el año 2021, Acurio Tito se entregó a la justicia luego de haber sido condenado a una pena de 4 años de prisión efectiva por el delito de peculado doloso.